# Mandacaru (João Pessoa)
Mandacaru  é um bairro da zona norte da cidade de João Pessoa, capital da Paraíba. Faz divisa com o Bairro dos Ipês, Bairro dos Estados, Padre Zé, Jardim 13 de maio e com o município de Cabedelo. O bairro é composto pelas seguintes comunidades: Baixada (próximo as Cinco Bocas), Beira da Linha, Porto João Tota, Beira Molhada, Jardim Coqueiral e Jardim Mangueira.

## Características gerais
Rico em manifestações culturais populares, existem no bairro três agremiações carnavalescas de tribos indígenas: Tupinambás, fundada na década de 1930, Guanabara (1960) e Tupi-Guarani (1985) – esta última fundada por Mestre Zé Moura (falecido em 2010), mestre das quadrilhas juninas da ciranda realizada na Comunidade Beira Molhada no Alto do Céu. O bairro tem uma estação de trem da RFFSA, quatro escolas municipais ( Francisca Moura, Ruy Carneiro, Violeta Formiga e José de Barros) e duas estaduais ( Pedro Anísio e Padre Ibiapina). 
Com relação à infraestrutura, oitenta e cinco porcento do bairro é calçado, apresenta saneamento básico e água encanada. Tem ainda a Biblioteca Comunitária Mandacaru, que é um ponto de leitura da Associação Comunitária de Educação e Cultura – CACTOS, em parceria com o Ministério da Cultura. Mandacaru tem uma pedreira em atividade, uma fazenda de camarão.
Mandacaru é tido como um dos bairros mais violentos da capital paraibana.